# Neocirolana hermitensis
Neocirolana hermitensis là một loài chân đều trong họ Cirolanidae. Loài này được Boone miêu tả khoa học năm 1918.